# Gmina Rydzyna
Die Gmina Rydzyna ist eine Stadt-und-Land-Gemeinde im Powiat Leszczyński der Woiwodschaft Großpolen in Polen. Ihr Sitz ist die gleichnamige Stadt (deutsch Reisen) mit etwa 2900 Einwohnern.

## Geographie

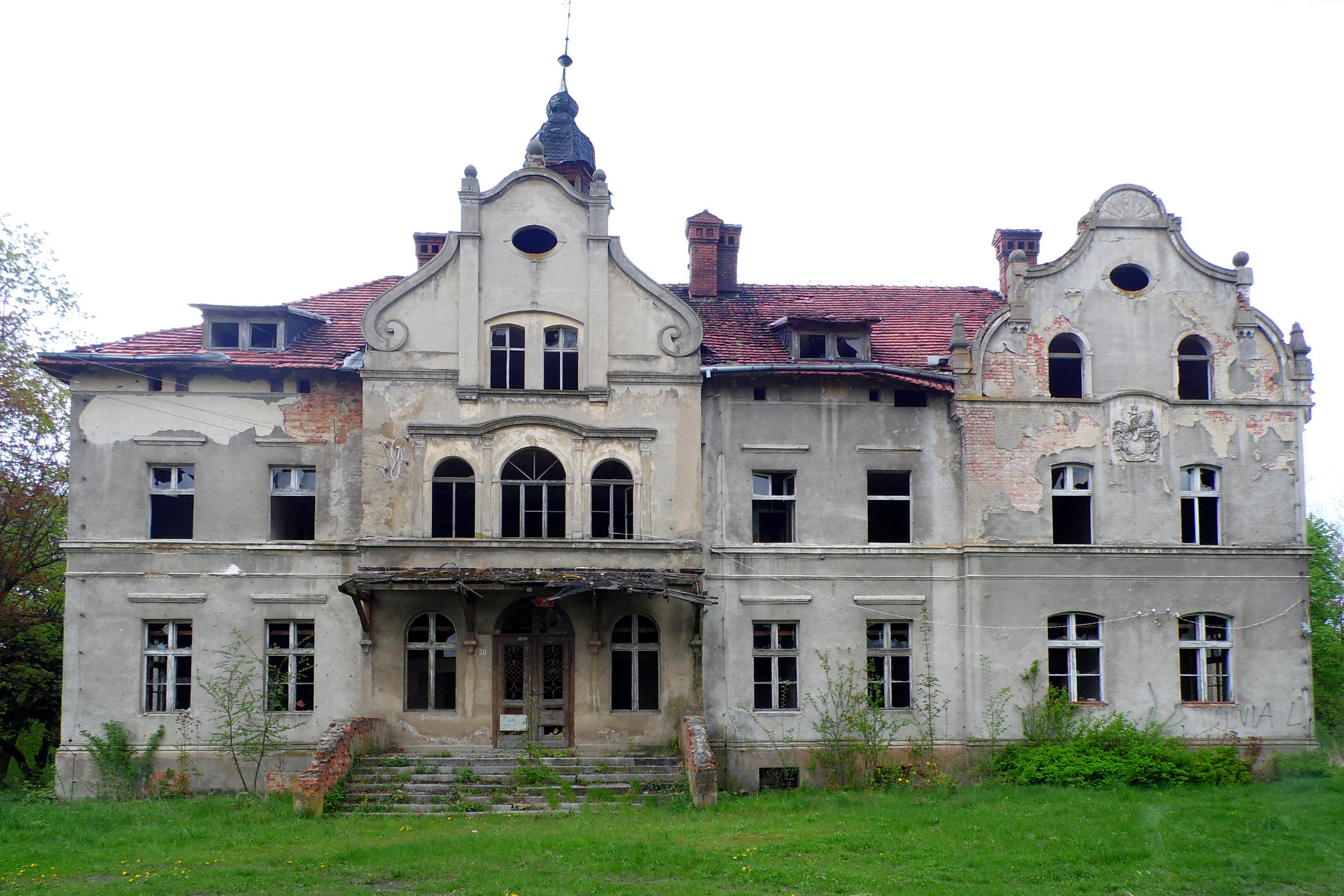
Herrenhaus in Jabłonna (Gabel)

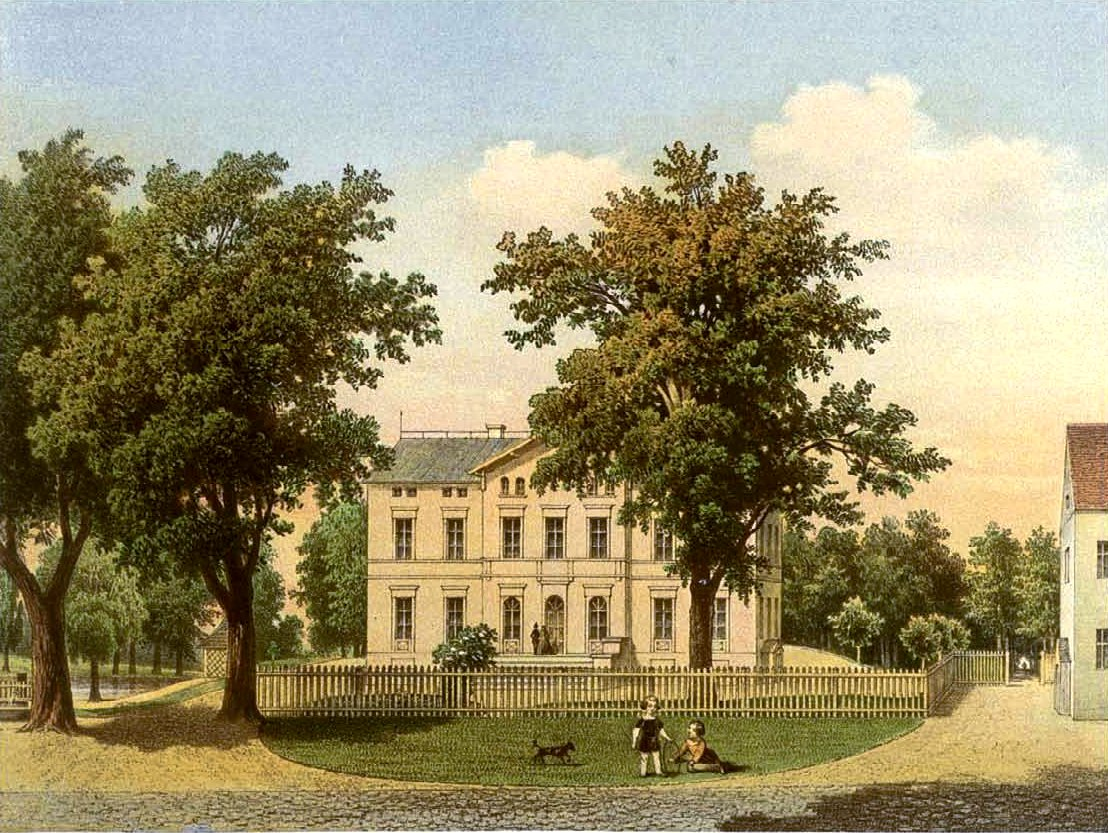
Herrenhaus in Gabel um 1860, Sammlung Alexander Duncker

Die Gemeinde grenzt im Nordwesten an die Kreisstadt Leszno (Lissa).

## Gliederung
Die Stadt-und-Land-Gemeinde Rydzyna besteht aus den folgenden Orten:
| Name         | deutscher Name (1815–1919)    | deutscher Name (1939–1945)                       |
| ------------ | ----------------------------- | ------------------------------------------------ |
| Augustowo    | Augustowo                     | Augustenfeld                                     |
| Dąbcze       | Dambitsch                     | Dambitsch                                        |
| Jabłonna     | Gabel                         | Gabel                                            |
| Junoszyn     | Friedrichshuld                | Friedrichshuld                                   |
| Kaczkowo     | Katschkau                     | Katschkau                                        |
| Kłoda        | Kloda                         | Roden                                            |
| Lasotki      | Lestwitzhof                   | Lestwitzhof                                      |
| Maruszewo    | Marianowo Abbau               | ?                                                |
| Moraczewo    | Moraczewo 1905–1919 Lindenau  | Lindenau                                         |
| Nowawieś     | Neuguth                       | Neugut                                           |
| Pomykowo     | Pomykowo 1905–1919 Wilhelmsau | Wilhelmsau                                       |
| Przybina     | Przybin 1905–1919 Brausewitz  | Brausen                                          |
| Robczysko    | Robczysko                     | Schlesingen                                      |
| Rojęczyn     | Roniken                       | Roniken                                          |
| Rydzyna      | Reisen                        | Reisen                                           |
| Tarnowa Łąka | Tharlang                      | Tharlang                                         |
| Tworzanice   | Groß Tworsewitz               | 1939–1943 Groß Torsdorf 1943–1945 Großtorsdorf   |
| Tworzanki    | Klein Tworsewitz              | 1939–1943 Klein Torsdorf 1943–1945 Kleintorsdorf |

Weiler sind Dąbcze, Izbiska, Junoszyn, die Waldsiedlung Robczysko und der Weiler Rydzyna.

## Sehenswürdigkeiten
Größte Sehenswürdigkeit der Gemeinde ist das Schloss Rydzyna. Es war von 1705 bis 1709 war es Residenz des polnischen Königs Stanislaus I. Leszczyński und wurde 1709 teilweise niedergebrannt. Das Herrenhaus des Ritterguts in Gabel (heute Jabłonna) wurde 1901 erweitert und umfassend umgebaut.